# Gino (Simpsonovi)
Gino Terwilliger je fiktivní postava z amerického animovaného seriálu Simpsonovi. Je synem Leváka Boba a jeho ženy Francescy. Poprvé se objevil v dílu 17. řady Taliján Bob, kdy se Levák Bob přestěhoval do Itálie, aby začal nový život, aniž by kdokoli, dokonce ani jeho vlastní rodina, věděl o jeho vražedné minulosti, a to až do chvíle, kdy se Líza Simpsonová na hostině opila a všechno řekla celému městu, přestože Simpsonovi slíbili, že se o ničem nezmíní. Gino se podruhé objevuje v epizodě 19. řady Pohřeb nepřítele, kde je zmíněno, že po odjezdu z Itálie se svými rodiči chvíli cestoval po Londýně, než se vlakem proplížil do Ameriky. On i všichni ostatní členové Bobovy rodiny se podíleli na složitém plánu, jak s Bartem nadobro skoncovat. Líza Simpsonová jim však plán překazila a šerif Wiggum je zatkl.